# Projekt 27
Projekt 27 (P-27) war die Tarnbezeichnung für den ausserordentlichen Nachrichtendienst der Schweiz. Er wurde 1979/82 nach der Auflösung des Spezialdienstes in der Untergruppe Nachrichtendienst und Abwehr (UNA) konzeptionell neu ausgerichtet.: S. 242 ff. 1990 wurde die Organisation Projekt 27 durch den Bericht der Parlamentarischen Untersuchungskommissionen «Vorkommnisse im EMD» (PUK EMD) öffentlich bekannt. Im Unterschied zum Projekt 26 (P-26), der Kaderorganisation für den Widerstand in der feindbesetzten Schweiz, wollte der Bundesrat das Projekt 27 weiterführen.
Nachdem der Journalist Urs Paul Engeler den Chef des Projekts 27, Ferdinand J. Knecht (Deckname «James»), in der Weltwoche vom 13. Dezember 1990 enttarnt hatte, beschloss der Bundesrat, den ausserordentlichen Nachrichtendienst aufzulösen und die wertvollen Quellen in den Nachrichtendienst zu überführen.

## Vorgeschichte
Bereits im Zweiten Weltkrieg zeigte sich, dass der offizielle Nachrichtendienst der Schweiz auf weitere nachrichtendienstliche Quellennetze angewiesen war. Da die Schweiz über keine stehende Armee verfügt, sondern im Falle eines Angriffs zuerst mobilisieren muss, ist die Vorwarnzeit (Zeitspanne vom Feststellen eines gegnerischen Aufmarsches bis zur Mobilmachung der eigenen Truppen) für eine erfolgreiche Verteidigung entscheidend. Mit der fortschreitenden Waffenentwicklung und dem Einsatz von Luftlandetruppen im Kalten Krieg sank die Vorwarnzeit kontinuierlich, und man suchte nach Mitteln und Wegen, um durch eine bessere nachrichtendienstliche Aufklärung diese Vorwarnzeit wieder zu vergrössern.
Ende 1973 wurde Albert Bachmann beauftragt, Verbesserungsmöglichkeiten im Nachrichtendienst vorzuschlagen. Am 24. August 1974 übergab Bachmann seine Studie an Divisionär Carl Weidenmann, Unterstabschef der Untergruppe Nachrichtendienst und Abwehr (UNA).: S. 235 Er schlug eine Organisation vor, die ausserhalb der Bundesverwaltung stehen und zwei voneinander getrennte Netze betreiben solle:
- Pegasus: Ein Netz für die Beschaffung militärstrategischer Nachrichten mit dem Ziel, die rechtzeitige Mobilmachung zu gewährleisten. Als Nachrichtenquellen sah Bachmann Schweizer Geschäftsleute und Pressevertreter im Ausland und mit Verbindungen ins Ausland vor.
- Argus: Ein Netz für die Beschaffung von operativ-taktischen Nachrichten in den grenznahen Räumen für das Armeekommando. Als Nachrichtenquellen sah Bachmann Auslandschweizer vor, die in den betreffenden Beschaffungsräumen wohnten.

1975 wurde die Militärdelegation des Bundesrates durch Generalstabschef Johann Jakob Vischer über die Pläne informiert und verlangte einige weitere Abklärungen. Nachdem diese vorgelegen hatten, stimmte sie am 28. Juni 1976 den Anträgen zur Schaffung der beiden Netze zu. Dabei wurde festgelegt, dass der Bundesrat und der Generalstabschef nicht involviert werden sollten, «um im Falle einer Panne Landesregierung und Armeeleitung heraushalten zu können».: S. 236 f.
1975 übernahm Albert Bachmann neben seiner Tätigkeit bei der UNA die private Nachrichtenorganisation von Hans Hausamann (Büro Ha) im Einvernehmen mit seinen Vorgesetzten.
1976 wurde Albert Bachmann zum Chef der Sektion Spezialdienst innerhalb der UNA ernannt, die für die Widerstandsvorbereitungen für den Besetzungsfall zuständig war (vgl. P-26). Daneben sollte er die beiden Netze Pegasus und Argus aufbauen. Im Sommer 1977 übernahm Divisionär Richard Ochsner die Führung innerhalb der UNA und beauftragte Bachmann 1978, zwei Varianten für eine Nachrichtenorganisation auszuarbeiten. Dabei stellte er fest, dass auf die Verwirklichung von Argus zu verzichten sei, «weil das politische Risiko der Nachrichtenbeschaffung in den benachbarten Ländern in Friedenszeiten als zu gross erachtet wurde». Er schlug stattdessen die Schaffung eines «Privaten Auslandnachrichtendienstes» (PANA) neben der Organisation PEGASUS («P») vor.: S. 238 Ochsner entschied, es sei nur PEGASUS weiterzuverfolgen. Gleichzeitig suchte er einen Nachfolger für Bachmann im Bereich der Widerstandsvorbereitungen.
Am 5. September 1979 orientierte Generalstabschef Hans Senn den Gesamtbundesrat über die Widerstandsvorbereitungen und PEGASUS, das nunmehr als ausserordentlicher Nachrichtendienst (AOND) bezeichnet wurde. Zum AOND führte er aus:

«Die Beschaffung von Auslandnachrichten auf militärischem und, soweit strategisch relevant, auf politischem, wirtschaftlichem und technischem Gebiet kann nur bis zu einem durch das Risiko bedingten Masse durch die ordentlichen Nachrichtenbeschaffungsorgane durchgeführt werden.
Wer mehr will, muss auf eine besondere Nachrichtenbeschaffungsorganisation ausweichen […]
Heute laufen Ausbildung und Einsatz des ausserordentlichen Nachrichtendienstes sozusagen im Versuchsbetrieb. Die Angehörigen des getarnten, mehrfach abgeschirmten Beschaffungsapparates arbeiten voll- oder nebenamtlich, im Privatvertragsverhältnis oder unentgeltlich. […]»

Der Gesamtbundesrat nahm von diesen Ausführungen diskussionslos Kenntnis, was als stillschweigende Zustimmung galt.
Im Herbst 1979 kam es zur Affäre Schilling/Bachmann, in deren Folge die Geschäftsprüfungskommission des Nationalrates die Hintergründe und die Person von Albert Bachmann untersuchte und am 19. Januar 1981 dem Nationalrat Bericht erstattete, wobei der AOND aus Geheimhaltungsgründen als besonderer Nachrichtendienst bezeichnet wurde:

«Aufgabe und Stellung der Widerstandsorganisation und des besonderen Nachrichtendienstes entsprechen heute den Anforderungen, die vom Standpunkt des Rechtsstaates und der Demokratie zu stellen sind. Die verwaltungsinterne Aufsicht über diese Bereiche ist allerdings nicht genügend.»

In der Beratung ergab sich keine Opposition zu den beiden Organisationen. Ein Antrag zur Errichtung einer parlamentarischen Oberaufsicht über die beiden Organisationen wurde nicht weiterverfolgt.

## Konzeption und Auftrag Projekt 27

### Grundkonzeption
Divisionär Mario Petitpierre überarbeitete als neuer Unterstabschef Nachrichtendienst und Abwehr die bisherigen Grundlagenpapiere und erliess mit Datum vom 1. Februar 1982 die Grundkonzeption für das Projekt 27. Er ging weiterhin davon aus, dass der ordentliche Nachrichtendienst nur bis zu einem gewissen Grade bei der Nachrichtenbeschaffung Risiken eingehen könne (analog der bisherigen Argumentation von Hans Senn). «Der ausserordentliche Nachrichtendienst, als weitgehend selbständige Auslandnachrichtenbeschaffungsstelle, hat diese Lücken zu schliessen. Er steht aus diesen Gründen ausserhalb von Armee und Verwaltung.» Damit sollte erreicht werden, dass sich die politischen Stellen im Fall einer Panne glaubwürdig vom ausserordentlichen Nachrichtendienst P-27 hätten distanzieren können.

### Auftrag
Der Auftrag des Projekts 27 lautete:

«Der ausserordentliche Nachrichtendienst beschafft militärische, politische, wirtschaftliche und technische Nachrichten, welche der Verlängerung der Vorwarnzeit dienen können.»

### Führung und Unterstellung
Der Chef des Projekts 27, der Basler Arzt Hans Hug, wurde privatrechtlich im Auftragsverhältnis angestellt und dem Unterstabschef Nachrichtendienst und Abwehr (UNA) unterstellt. Einzelne Abteilungen der UNA wurden über diesen Dienst orientiert, so dass sie entsprechende Aufträge formulieren konnten. Nach dem Wechsel des Chefs der Organisation im Frühling 1986 wurde dieser direkt dem Generalstabschef unterstellt und blieb nur noch «operationell» dem Unterstabchef Nachrichtendienst und Abwehr unterstellt.
Der erste Chef stand von 1980 bis 1985 an der Spitze der Organisation, die 1980 erst auf dem Papier existierte. Auch der zweite Chef, Ferdinand J. Knecht (1986 bis 1990), stammte aus der Privatwirtschaft und kam erst mit dem Anstellungsverhältnis mit dem Projekt 27 in Kontakt. Beide verfügten aus ihren privatwirtschaftlichen Tätigkeiten über ein weitreichendes internationales Beziehungsnetz.: S. 242 f.

### Organisation und Mittel
Das Projekt 27 umfasste 1980 bis 1985 neben dem Chef ein Sekretariat und eine «wissenschaftliche» Stelle, die sich mit der Auswertung und Aufbereitung der eingehenden Meldungen befasste. Ab 1986 kam eine elektronische Überwachungsstelle hinzu, welche ausländische Rundfunkausstrahlungen und Aussendungen ausländischer Nachrichtenagenturen aufzeichnete.
P-27 umfasste nach Aussagen der beiden Chefs weder Agenten noch Residenten. Eine Panne wie im Fall Schilling 1979 wurde als zu grosses Risiko für die Organisation angesehen. Verschiedene Mitarbeiter im Teilzeit-Angestellten- und im Auftragsverhältnis werteten die Informationen ausländischer Quellen aus und erstellten Berichte zuhanden des ordentlichen Nachrichtendienstes.: S. 245 f.

### Finanzierung
Die Finanzierung des Projekts 27 stützte sich wie das Projekt 26 auf ein Reglement des Generalstabschefs. Ein vorgeschobenes Inspektorat und der Chef der Eidgenössischen Finanzkontrolle kontrollierten die Verwendung der Gelder. Im Unterschied zu anderen Bereichen des Bundes wurden alle Belege kontrolliert, aber, wie im Nachrichtendienst üblich, direkt danach vernichtet. Die Gelder stammten ausschliesslich aus Bundesmitteln. Der Bericht der PUK EMD vom 17. November 1990 stellte fest, dass für die Zahlungen, welche für die Organisation P-26 seitens des Bundes geleistet wurden, die Vorschriften des Finanzhaushaltgesetzes (FHG) nicht eingehalten wurden; die erforderlichen zweckbestimmten Verpflichtungs- und Voranschlagskredite wurden nicht eingeholt.

### Konsultativrat («Konrat»)
Für den ausserordentlichen Nachrichtendienst Projekt 27 (P-27) wurde ein Konsultativrat («Konrat») gebildet, der wie die Gruppe 426 beim Projekt 26 (P-26) beratende Funktion hatte. Diesem Konrat gehörten 1990 vier aktive und ehemalige Mitglieder der Bundesversammlung (Eduard Belser (SP), Paul Eisenring (CVP), Massimo Pini (FDP) und François Jeanneret (Lib)) sowie zwei weitere, von der Bundesverwaltung unabhängige Berater an. An den ein- bis zweimal jährlich stattfindenden Sitzungen nahmen auch Vertreter der Bundespolizei teil, darunter der Chef der Spionageabwehr. Sporadisch war auch der Chef des Projekts 27 anwesend.: S. 255
Gemäss Grundkonzeption hätte dieses Beratergremium den Unterstabschef Nachrichtendienst und Abwehr bei allfälligen Spezialeinsätzen des ausserordentlichen Nachrichtendienstes beraten sollen. Da jedoch keine operativen Einsätze stattfanden, kam der Konrat in dieser Funktion nicht zum Einsatz.

## Aufdeckung und Auflösung
Im Zuge der Fichenaffäre im Eidgenössischen Justiz- und Polizeidepartement 1989 setzte die Bundesversammlung am 12. März 1990 eine Parlamentarische Untersuchungskommission zur Abklärung von Vorkommnissen von grosser Tragweite im Eidgenössischen Militärdepartement (PUK EMD) ein. Dabei untersuchte die PUK EMD auch die sogenannten «Geheimen Dienste» im EMD. Durch ihren Bericht vom 17. November 1990 erfuhr die breite Öffentlichkeit von den Projekten 26 und 27, deren Existenz und Zweck allerdings bereits weitaus früher in der Presse publiziert worden waren.

### Kritik der PUK EMD
Die PUK EMD kritisierte in ihrem Bericht vor allem die fehlende explizite gesetzliche Grundlage für das Projekt 27 sowie die fehlende parlamentarische Oberaufsicht und Kontrolle. Sie stellte den ausserordentlichen Nachrichtendienst grundsätzlich in Frage. Seine Gründung sei im Hinblick auf operative Aufklärung erfolgt, doch hätten solche Aktivitäten nie stattgefunden, weshalb es ihn in dieser Form nicht brauche.: S. 267–271
Der Bundesrat dagegen wollte P-27 nicht einfach auflösen, sondern wollte prüfen, ob ein ausserordentlicher Nachrichtendienst notwendigerweise ausserhalb von Armee und Verwaltung angesiedelt sein müsse. Insbesondere wollte er prüfen, ob P-27 in die Gruppe für Generalstabsdienste eingegliedert werden könnte, wie es die PUK EMD beantragte.

### Auflösung
Zwei Wochen nach der Enttarnung des Chefs des Projekts 26 (P-26) gelang dem Weltwoche-Journalisten Urs Paul Engeler mit der Enttarnung des Chefs des Projekts 27, Ferdinand J. Knecht (Deckname «James»), ein weiterer Scoop. Noch am gleichen Tag beschloss der Bundesrat, den ausserordentlichen Nachrichtendienst P-27 aufzulösen und die wertvollen Quellen in den Nachrichtendienst zu überführen.